# Umbonia gladius
Umbonia gladius är en insektsart som beskrevs av Leon Fairmaire. Umbonia gladius ingår i släktet Umbonia och familjen hornstritar. Inga underarter finns listade i Catalogue of Life.